# Tetrarthrosoma ciliciense
Tetrarthrosoma ciliciense är en mångfotingart som först beskrevs av Karl Wilhelm Verhoeff 1898.  Tetrarthrosoma ciliciense ingår i släktet Tetrarthrosoma och familjen orangeridubbelfotingar. Inga underarter finns listade i Catalogue of Life.